# Quaregnon
Quaregnonlà một đô thị ở tỉnh Hainaut. Tại thời điểm ngày 1 tháng 1 năm 2006 Quaregnon có dân số 18.744 người. Tổng diện tích là 11,08 km² với mật độ dân số là 1.692 người trên mỗi km².